# Jacques Gestraud

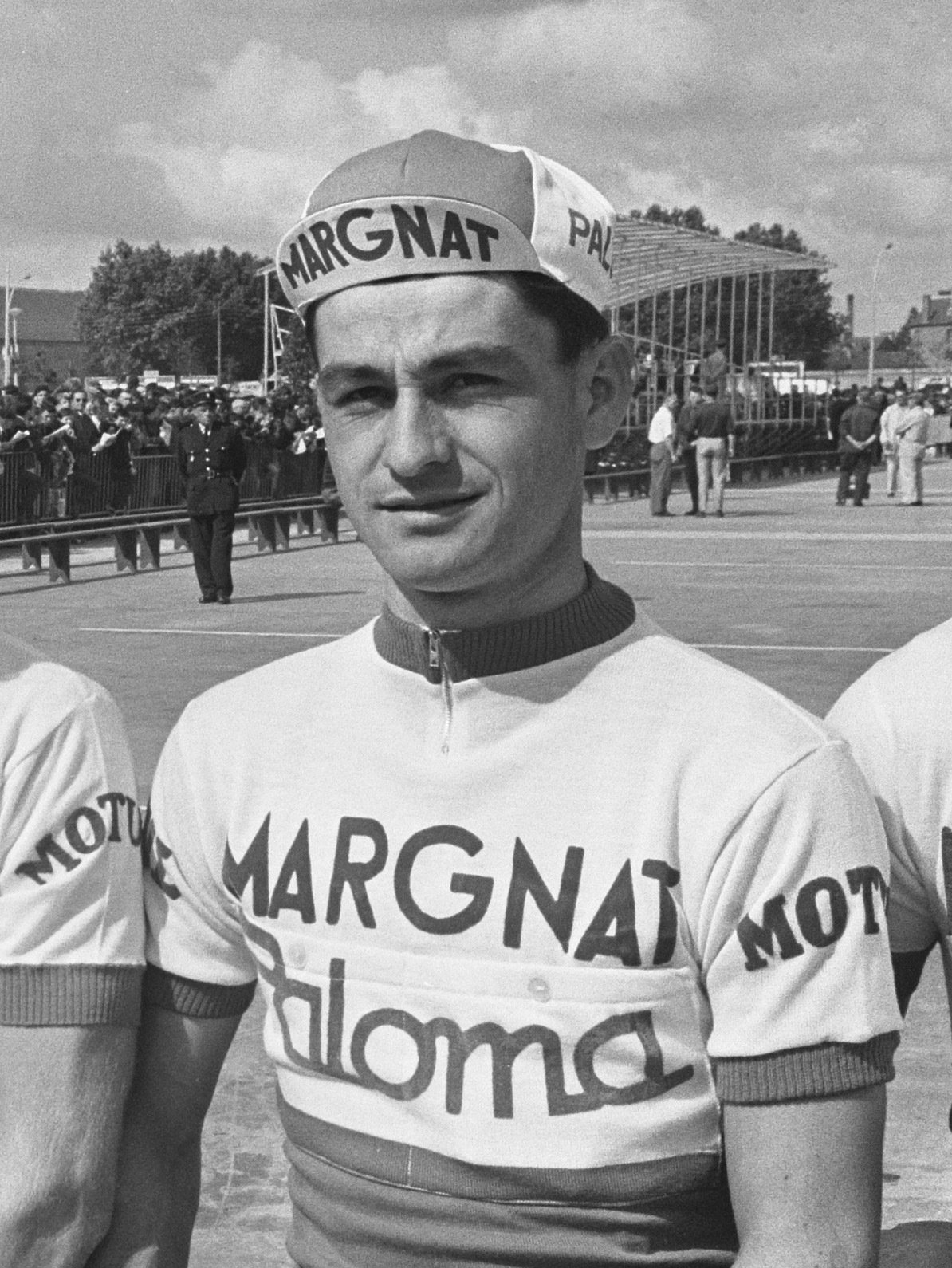
Jacques Gestraud (1964)

Jacques Gestraud (* 24. September 1939 in Valenciennes, Frankreich) ist ein ehemaliger französischer Radrennfahrer.
Gestraud machte erstmals überregional auf sich aufmerksam, als er 1958 an den französischen Straßenmeisterschaften der Amateure teilnahm und Achter wurde. 1959 und 1960 startete er beim Etappenrennen Route de France, der kleinen Tour de France für Amateure. Im Jahr 1960 wurde Gestraud Mitglied des Radsportklubs ACBB und absolvierte seinen Militärdienst im Bataillon von Joinville. Er konnte auch als Soldat weiterhin Radsport betreiben und trat bei den Olympischen Spielen in Rom beim Einzelstraßenrennen und bei der Amateur-Straßenweltmeisterschaft an. Beim Olympiarennen wurde er Neunter, bei der Weltmeisterschaft 23. Gestraud wurde auch für die Weltmeisterschaft 1961 nominiert und erreichte dort den größten Erfolg seiner Karriere mit dem dritten Platz.
Anschließend wurde er Berufsfahrer beim französischen Rennstall Mercier-BP-Hutchinson, wo er unter anderem auf den französischen Meister Raymond Poulidor traf. Den einzigen Sieg 1962 errang Gestraud beim Straßenkriterium Mur-de-Bretagne. Beim Klassiker Paris–Tours belegte er Platz 25. 1963 konnte er sich lediglich beim 54. Mailand–Sanremo als 47. unter 132 Fahrern bei einem bedeutenden Rennen platzieren. 1964 fuhr Gestraud für das französische Radsportteam Margnat-Paloma-Inuri, das sich intensiv bei der Tour de France engagierte. So wurde auch Gestraud in die Tour 1964 geschickt, schied aber vorzeitig aus.
Noch im selben Jahr verursachte ein Unfall eine erhebliche Minderung seines Leistungsvermögens. Sein Vertrag bei Margnat wurde nicht weiter verlängert, und Gestraud fuhr zunächst 1965 als Unabhängiger noch einige kleinere Rennen. Beim Straßenkriterium in Guéret erreichte er noch einmal einen Sieg. Nach einer Pause von drei Jahren beteiligte er sich am Profirennen Grand Prix d’Ouverture Pierre Pinel, wo er seinen letzten überregionalen Sieg als Berufsfahrer errang.
In den 2000er-Jahren bestritt Gestraud mehrere Alterklassenrennen. Dabei wurde er unter anderem 2009 Weltmeister der Altersklasse 1935/39.